# Tlalixtaquilla
Tlalixtaquilla es una localidad del estado mexicano de Guerrero, cabecera del municipio de Tlalixtaquilla de Maldonado.

## Toponimia
El nombre Tlalixtaquilla proviene del náhuatl "tierra blanca". En el mismo sentido, en su obra «Toponimia Tarasco-Hispano-Nahoa» Cecilio Robelo señala que la palabra Tlaliztac significa "tierras blancas".
El Gran Diccionario Náhuatl indica que la palabra tlaliztalli significa «Sol saturé de sel» (Suelo saturado de sal).

## Geografía
La localidad está ubicada en la posición 17°34′28″N 98°22′12″O / 17.57444, -98.37000, a una altitud de 1142 m s. n. m.
Según la clasificación climática de Köppen, el clima corresponde al tipo Aw - Tropical seco.

## Demografía
El censo de población de 2020 registró que la localidad tiene una población de 2529 habitantes lo que representa un crecimiento promedio de 1.2% anual en el período 2010-2020 sobre la base de los 2244 habitantes registrados en el censo anterior. Ocupa una superficie de 1.6 km², lo que determina al año 2020 una densidad de 1581 hab/km².
| Gráfica de evolución demográfica de Tlalixtaquilla entre 2000 y 2020 |
|                                                                      |
| Fuente: Instituto Nacional de Estadística Geografía e Informática    |

En el año 2010 estaba clasificada como una localidad de grado alto de vulnerabilidad social.
La población de Tlalixtaquilla está mayoritariamente alfabetizada (10.28% de personas analfabetas al año 2020) con un grado de escolarización en torno de los 7 años. El 11.11% de la población es indígena.